# 海津一朗
海津 一朗（かいづ いちろう、1959年 - ）は、日本史学者。奈良大学文学部史学科教授。和歌山大学名誉教授。専門は日本中世史、社会史。

## 来歴
1959年（昭和34年）、東京都杉並区出身。1981年（昭和56年）、東京学芸大学教育学部B類社会科を卒業。1989年（平成元年）、東京都立大学人文科学研究科博士課程（史学）単位取得退学。東京都豊島区立郷土資料館、文京ふるさと歴史館で学芸員を務めた後、荘園・村落の史料が残る和歌山県に移住し、1996年（平成8年）和歌山大学教育学部助教授、2003年（平成15年）教授および紀州経済史文化史研究所副所長を務め現在に至る。和歌山大学内に『紀伊藩三浦家文書』などの貴重な史料を保存・伝承する紀州経済史文化史研究所の展示室をプロデュースし、2007年（平成19年）にはその功績が認められて同所は博物館相当施設に指定されている。2025年（令和7年）4月より奈良大学文学部史学科教授。
1995年（平成7年）5月、東京都立大博士（史学）。論文の題は「中世の変革と徳政 -神領興行法の研究」。